# Edifício Caleidoscópio

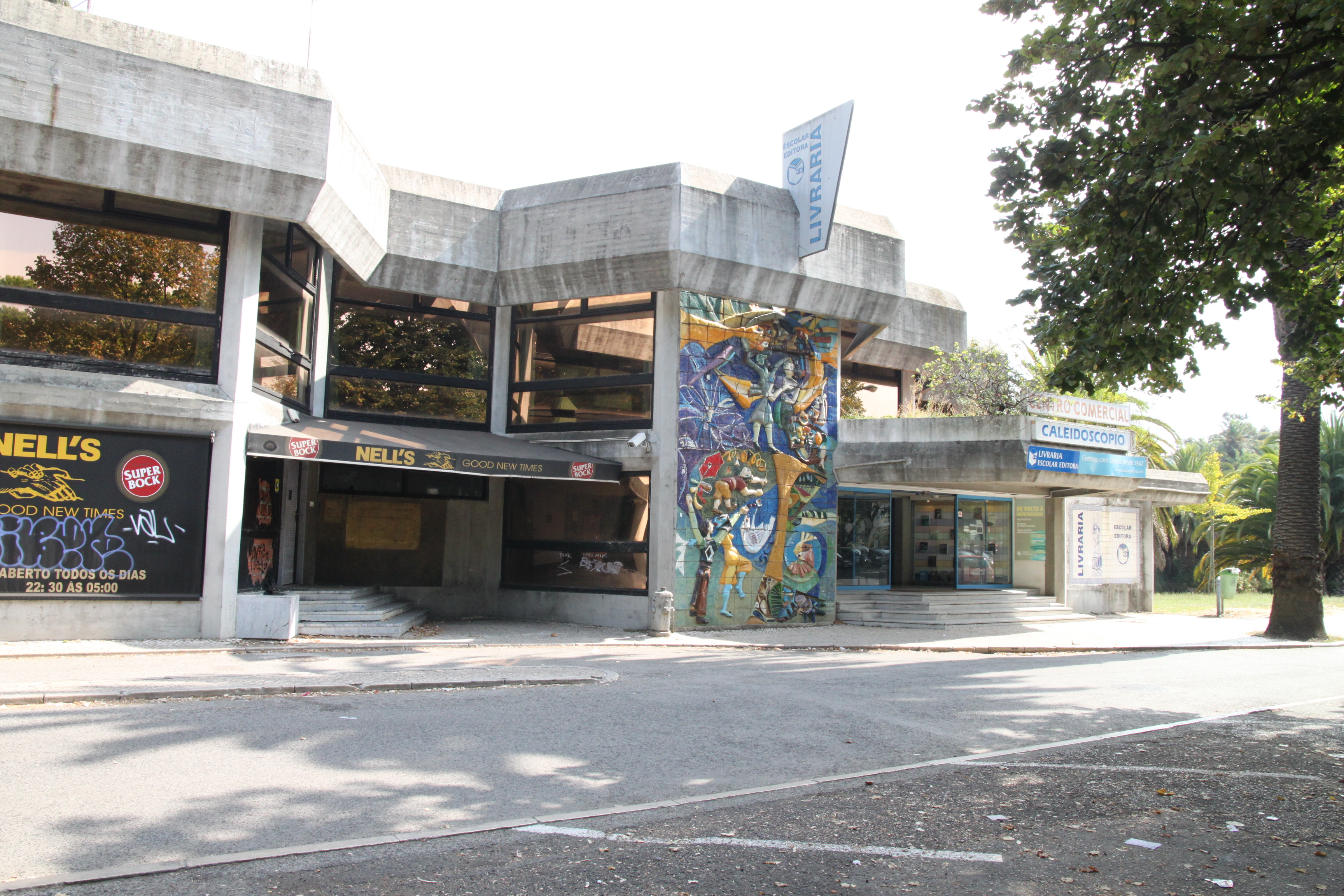
Fachada principal do Edifício Caleidoscópio

O Edifício Caleidoscópio situa-se em Lisboa na Cidade Universitária na zona Norte do Jardim do Campo Grande e é a sede da Associação Académica da Universidade de Lisboa - AAUL.
O edifício de 2.700m2 foi projectado em 1971 pelo arquitecto Nuno San Payo e integra um painel cerâmica em relevo de autoria da ceramista Maria Emília Silva Araújo. Foi inicialmente projetado, construído e utilizado como posto de receção de turistas, com 3 salas de refeições, uma delas com palco para espetáculos, bar, lojas de produtos artesanais e áreas de serviço.
Em 1974 sofreu uma profunda alteração programática e de organização interna, projecto também da autoria do Arquiteto San Payo, que compreendeu a redução a uma sala de refeição e a transformação dos restantes espaços, na sala de cinema "o Caleidoscópio", e no "Centro Comercial Caleidoscópio" e respetivas áreas de apoio. Durante as décadas seguintes, diversas alterações ao seu interior e alguns acrescentos exteriores descaracterizaram a sua imagem de geometria hexagonal. Em 2010 tinha como único ocupante a Livraria Escolar Editora estando os restantes espaços do edifício abandonados, alguns em avançado estado de degradação.

## Reabilitação
A Universidade de Lisboa, articulando com a Câmara Municipal de Lisboa o projecto de requalificação do Jardim do Campo Grande, no âmbito de um protocolo feito com esta e das Comemorações do Centenário da sua Refundação, pretende a criação de um Centro Académico no edifício do Caleidoscópio, transformando-o numa peça fundamental na revitalização do Jardim, lugar de extensão do Campus Universitário, acolhendo neste espaço diversos grupos estudantis. Do referido protocolo fazem também parte os equipamentos desportivos.
O projecto de reabilitação do Edifício do Caleidoscópio foi da autoria do Arquitecto Pedro Lagrifa Oliveira, tendo-lhe sido atribuída uma Menção Honrosa do Prémio Valmor no ano da sua inauguração, em 2016.
Foi uma obra orçamentada em 2 milhões de euros, financiada pelo McDonald's que abriu uma loja com um "Drive-in" em pleno Jardim do Campo Grande.
As obras começaram no dia 13 de Julho de 2015 e foi inaugurado em outubro de 2016.
O restaurante com “140 lugares sentados na sala e 60 na esplanada”, ocupa cerca de 23% do espaço total do Caleidoscópio.
O centro académico dirige-se a alunos de todas as universidades, que aqui podem estudar, beneficiando de “infra-estruturas” (como Internet sem fios e impressoras) e com segurança.